# Rozdwojenie rdzenia kręgowego

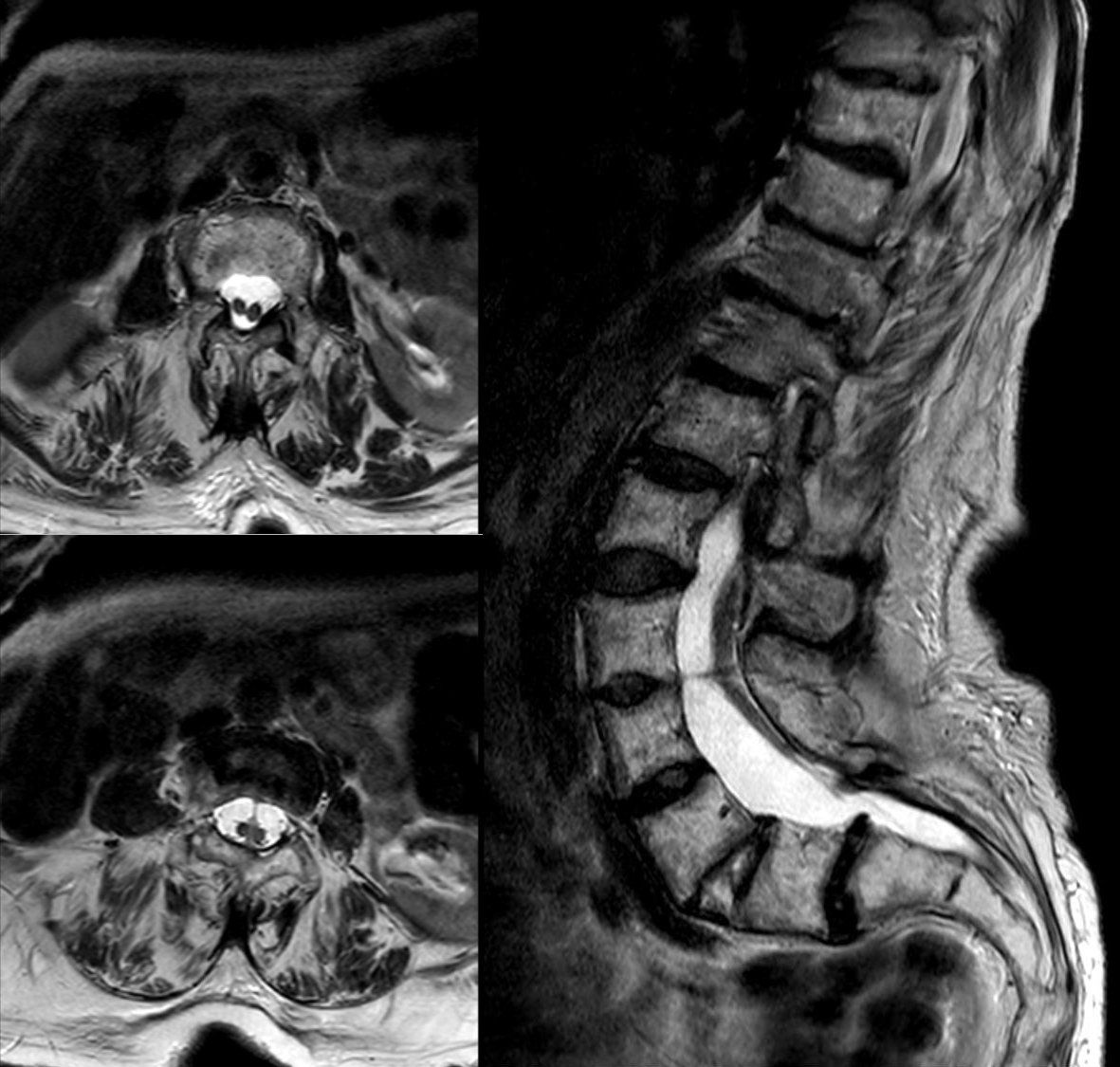
Rezonans magnetyczny (T2 osiowy i strzałkowy) diastematomielii

Rozdwojenie rdzenia kręgowego (łac. diastematomyelia, ang. diastematomyelia) – wada wrodzona z grupy dysrafii, polegająca na podziale rdzenia kręgowego na symetryczne połowy wzdłuż jego osi długiej. Połowy rdzenia znajdują się w pojedynczym lub w oddzielnych workach opony twardej. Podział zwykle jest dokonany na odcinku lędźwiowym, rzadziej na odcinku piersiowym rdzenia. Między połowami podzielonego rdzenia znajduje się przegroda kostna lub łącznotkankowa. Wada może być bezobjawowa, niekiedy obecne są jednak objawy ogniskowe. Zbliżoną wadą jest zdwojenie rdzenia (diplomyelia), polegające na obecności dwóch oddzielnych rdzeni. 